# Aéroport international de Tabatinga
L'aéroport international de Tabatinga (code IATA : TBT • code OACI : SBTT) est l'aéroport de la ville de Tabatinga au Brésil, situé près de la frontière avec la Colombie et le Pérou.
Il est exploité par Infraero.

## Compagnies aériennes et destinations
| Compagnies              | Destinations |
| ----------------------- | ------------ |
| Azul Brazilian Airlines | Manaus       |

## Situation
| \| 200 km1:42 212 000 \| São Paulo-Guarulhos São Paulo-Congonhas Brasília Rio-Galeão Belo Horizonte Campinas Rio-Santos-Dumont Recife Porto Alegre Salvador Fortaleza Curitiba Florianópolis Belém Vitória Goiânia Manaus Navegantes |
| 200 km1:42 212 000 |

L'aéroport est situé à 1 km du centre-ville de Tabatinga.

## Accidents et incidents
- 12 juin 1982: un TABA Fairchild Hiller FH-227 (enregistrement PT-LBV) en vol de Eirunepé à Tabatinga, est entré en collision avec un poteau du fait de la mauvaise visibilité et s'est écrasé sur un parking. L'ensemble des 40 passagers et des 4 membres d'équipage sont morts[1],[2].
- 29 octobre 2009: un Cessna 208 Caravan  des Forces Aériennes Brésiliennes (enregistrement FAB-2725) en provenance de Cruzeiro do Sul et en direction de Tabatinga a fait un atterrissage d'urgence sur une rivière, en raison d'une panne de moteur. Sur les 11 occupants, 1 passager et 1 membre de l'équipage sont morts[3].